# Hafenstadt (Film)
Hafenstadt (Originaltitel: Hamnstad) ist ein in Schwarzweiß gedrehtes schwedisches Filmdrama von Ingmar Bergman aus dem Jahr 1948.

## Handlung
Der Matrose Gösta beschließt nach acht Jahren auf See, seinen Beruf aufzugeben, und geht in Göteborg an Land. Kurz nach dem Anlegen wird er Zeuge, wie ein Mädchen, das sich im Hafenbecken ertränken wollte, gerettet wird. Bald darauf begegnet er in einem Tanzlokal Berit wieder, der jungen Frau, die sich umzubringen versuchte. Nach einer gemeinsamen Nacht in der Wohnung ihrer Eltern verabreden sie ein Wiedersehen. Anschließend kommt es zum Streit zwischen Berit und ihrer Mutter, die ihr droht, sie zurück ins Erziehungsheim zu schicken. Berits Mutter verständigt die Sozialarbeiterin Frau Vilander, die Berit an ihrem Arbeitsplatz in einer Fabrik aufsucht. Ihr Bruder, Ingenieur Vilander, setzt sich dafür ein, Berit eine Chance zu geben.
Gösta und Berit mieten sich für ein Wochenende in einem Hotel ein, um Zeit für sich zu haben. Berit bekennt, dass sie nach wiederholten Enttäuschungen Angst hat, sich auf eine Beziehung einzulassen. Im Hotel begegnet sie Gertrud, die sie aus der Zeit im Erziehungsheim kennt. Berit beschließt, Gösta über ihre Vergangenheit aufzuklären: Um ihrem von Auseinandersetzungen gezeichneten Elternhaus zu entkommen, brannte sie mit dem jungen Thomas durch, woraufhin ihre Mutter sie in die Obhut des Jugendamts übergab. Nach ihrer Rückkehr ließ sie sich wiederholt auf Beziehungen ein; die letzte endete so unglücklich, dass sie einen Selbstmordversuch unternahm. Gösta ist enttäuscht über ihren Lebenswandel.
Als es nach einer illegalen Abtreibung Gertruds zu Komplikationen kommt, ersucht Berit Gösta verzweifelt um Hilfe. Bis sie sich entschließen, die Ambulanz zu rufen, ist es zu spät; Gertrud stirbt an den Folgen des Eingriffs. Bei der Vernehmung weigert Berit sich, zu verraten, wer die Abtreibung vorgenommen hat. Die Frauen, die heimliche Schwangerschaftsabbrüche ermöglichten, seien oftmals die einzige Hoffnung für Mädchen wie Gertrud und sie, meint Berit. Erst als man ihr mit Gefängnis droht, gibt sie den Namen preis.
Gösta will die Beziehung zu Berit beenden, erkennt aber, dass er sie liebt. Um der permanenten Überwachung durch die Behörden zu entkommen, verhandeln er und Berit mit einem Kapitän, der sie außer Landes bringen soll. Im letzten Moment entscheiden sie sich gegen die Flucht: Gemeinsam, so sind sie überzeugt, werden sie allen Schwierigkeiten trotzen.

## Hintergrund

### Produktion und Filmstart
1948 erwarb die Produktionsgesellschaft Svensk Filmindustri Olle Länsbergs Manuskript Guldet och murarna (deutsch „Gold und Mauern“) und bot Bergman, nach der Überarbeitung des Stoffes, die Regie bei der Verfilmung an. Hafenstadt entstand in Göteborg, Hindås und in den Filmstudios in Filmstaden nahe Stockholm zwischen Mai und Juli 1948. In Schweden lief der Film am 4. Oktober 1948 an, in der BRD am 16. November 1951.

### Position in Bergmans Werk
Hafenstadt war die erste Zusammenarbeit von Bergman und Kameramann Gunnar Fischer, die mit wenigen Ausnahmen bis zu Das Teufelsauge (1960) anhielt. In kleinen Rollen sind Erik Hell und Stig Olin zu sehen, die regelmäßig in Bergmans späteren Filmen zu sehen sein sollten.
Einige Szenen des Films wurden im Hafen von Göteborg gedreht und zeigen den Arbeitsalltag der dort tätigen Arbeiter. Bergman-Biograf Hauke Lange-Fuchs betrachtete Hafenstadt wegen seines realistischen Stils als Ausnahme im Schaffen Bergmans. Der Regisseur selbst bezeichnete den Neorealismus und insbesondere Roberto Rossellini als wichtigen Einfluss auf seinen Film, und als dessen Fehler die Unentschiedenheit zwischen studiogebundenen Innen- und halbdokumentarischen Außenaufnahmen.

## Kritiken
Das Kritikerurteil in Schweden war gemischt. Während Aftonbladet und Stockholms-Tidningen sich enttäuscht äußerten, schrieb Expressen: „Diejenigen unter uns, nach deren Ansicht der Inhalt die Form eines Films bestimmen sollte, werden in ‚Hafenstadt‘ Bergmans bis dato reifsten Film sehen. Das Werk eines klugen und fähigen Regisseurs.“
Das Lexikon des internationalen Films schrieb: „Mädchenschicksale in einer Erziehungsanstalt in Göteborg zeigen die ohnmächtige Auflehnung Jugendlicher gegen eine verständnislose, saturierte Erwachsenenwelt. Der tief pessimistische Film ist in quasidokumentarischem Stil gedreht. Ingmar Bergman [war] zu dieser Zeit noch auf der Suche nach eigenen Ausdrucksformen.“